# ماستو
ماستو (انگلیسی: Musto) شرکت پوشاک بریتانیایی است، که در سال ۱۹۶۴ تأسیس شد.